# Lincoln-Zephyr
Lincoln-Zephyr — лінія розкішних автомобілів, які вироблялися підрозділом Lincoln компанії Ford з 1936 по 1942 рік. Долаючи розрив між Ford V8 DeLuxe і Lincoln Model K (як за розміром, так і за ціною), вона розширила ругий модельний ряд Lincoln, що конкурує з Chrysler Airflow, LaSalle і Packard One-Twenty.
Після припинення виробництва Model K після 1940 року Lincoln виготовляв тільки Lincoln-Zephyr. Після Другої світової війни ім’я Zephyr було скасовано, і воно проіснувало до 1948 року. Це було основою для створення першого Lincoln Continental. Модельний ряд оснащувався двигуном V12, на відміну від двигунів V8 і рядних 8 двигунів конкурентів.
Lincoln-Zephyr був задуманий Едселом Фордом і розроблений Еженом Тюренном Грегорі. Він був зібраний на заводі Lincoln Motor Company в Детройті, штат Мічиган.

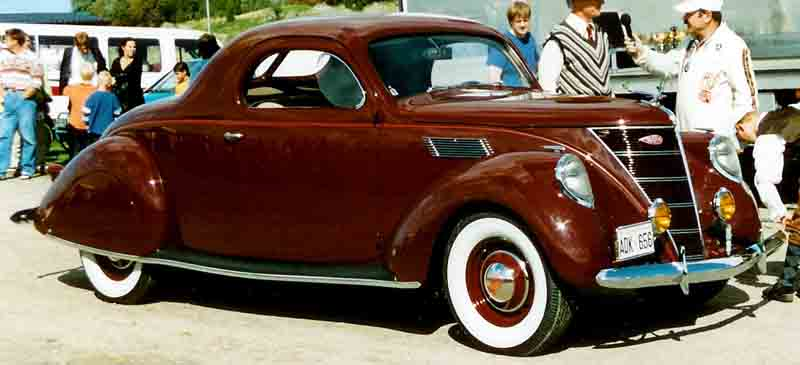
Lincoln Zephyr V12 Coupe 1937
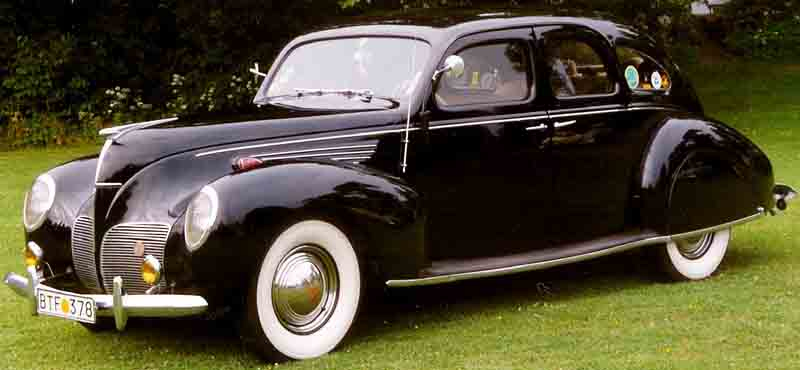
Lincoln Zephyr V12 4-door sedan 1938
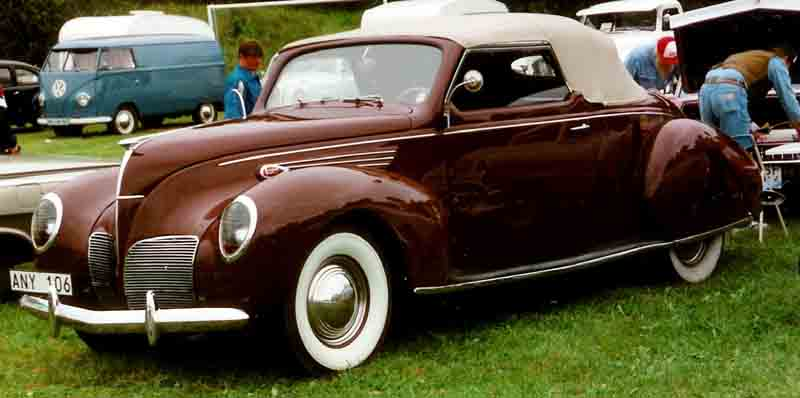
Lincoln Zephyr V12 Convertible Coupe 1938

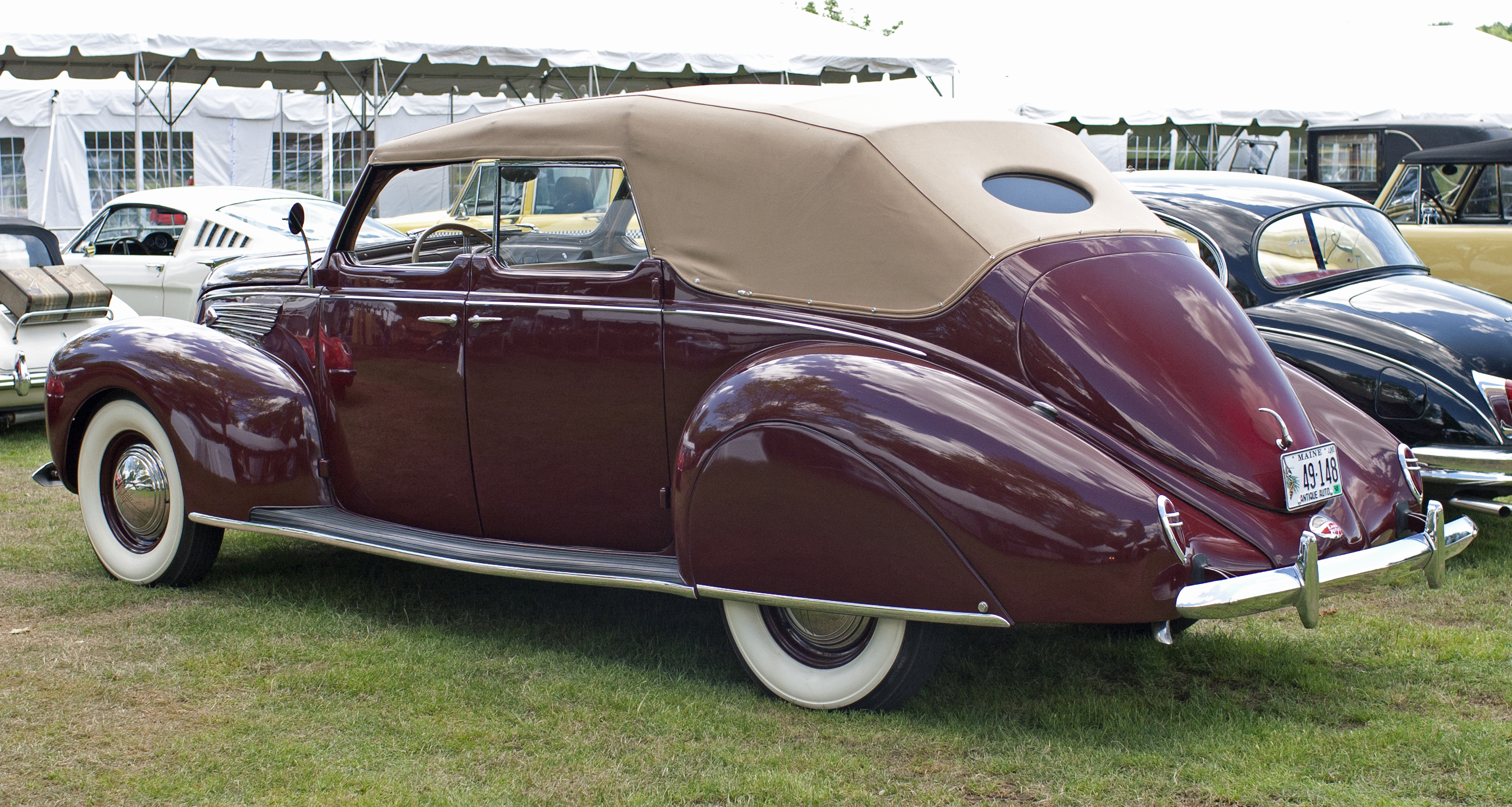
Lincoln Zephyr 4dr Convertible 1938
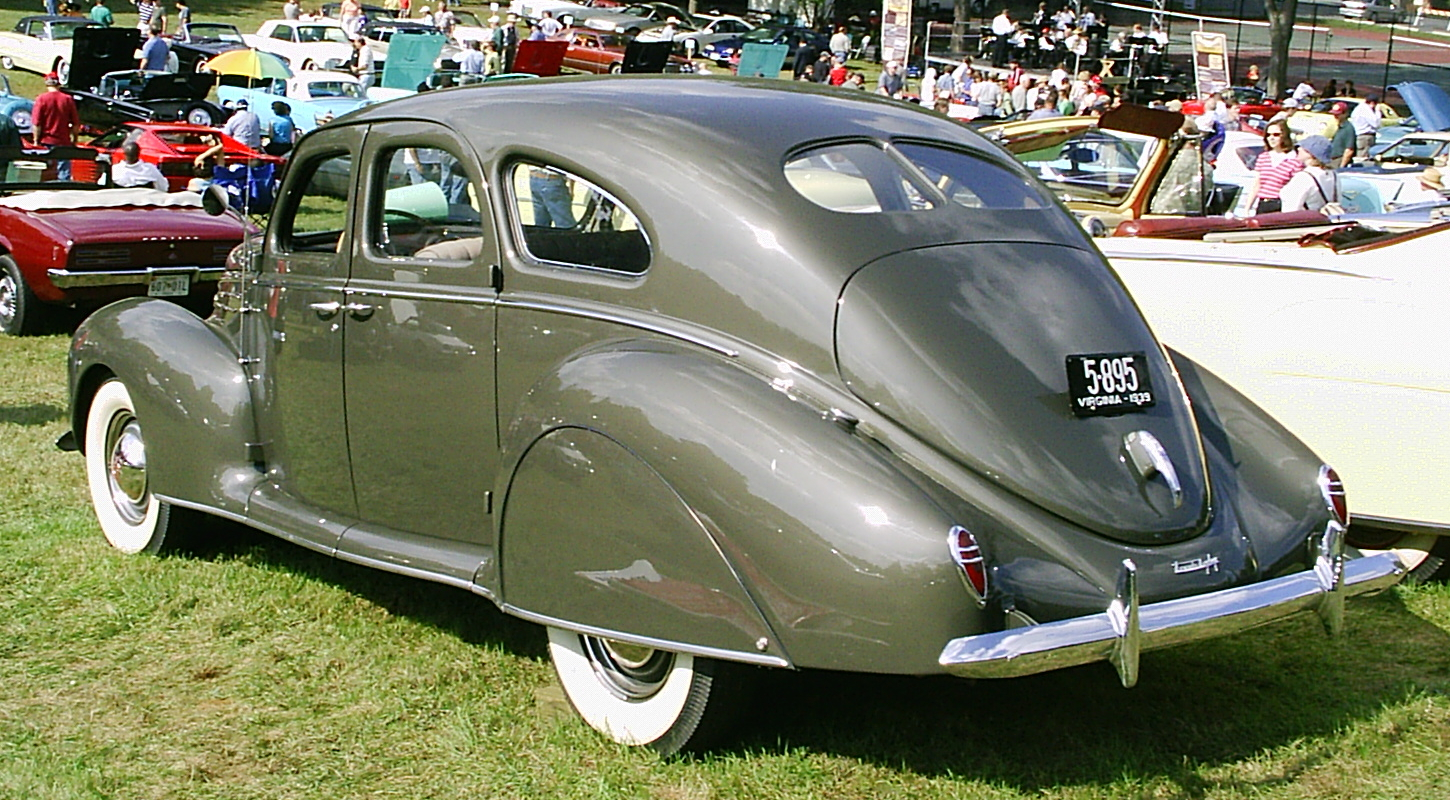
Lincoln Zephyr fastback 4-door sedan 1939
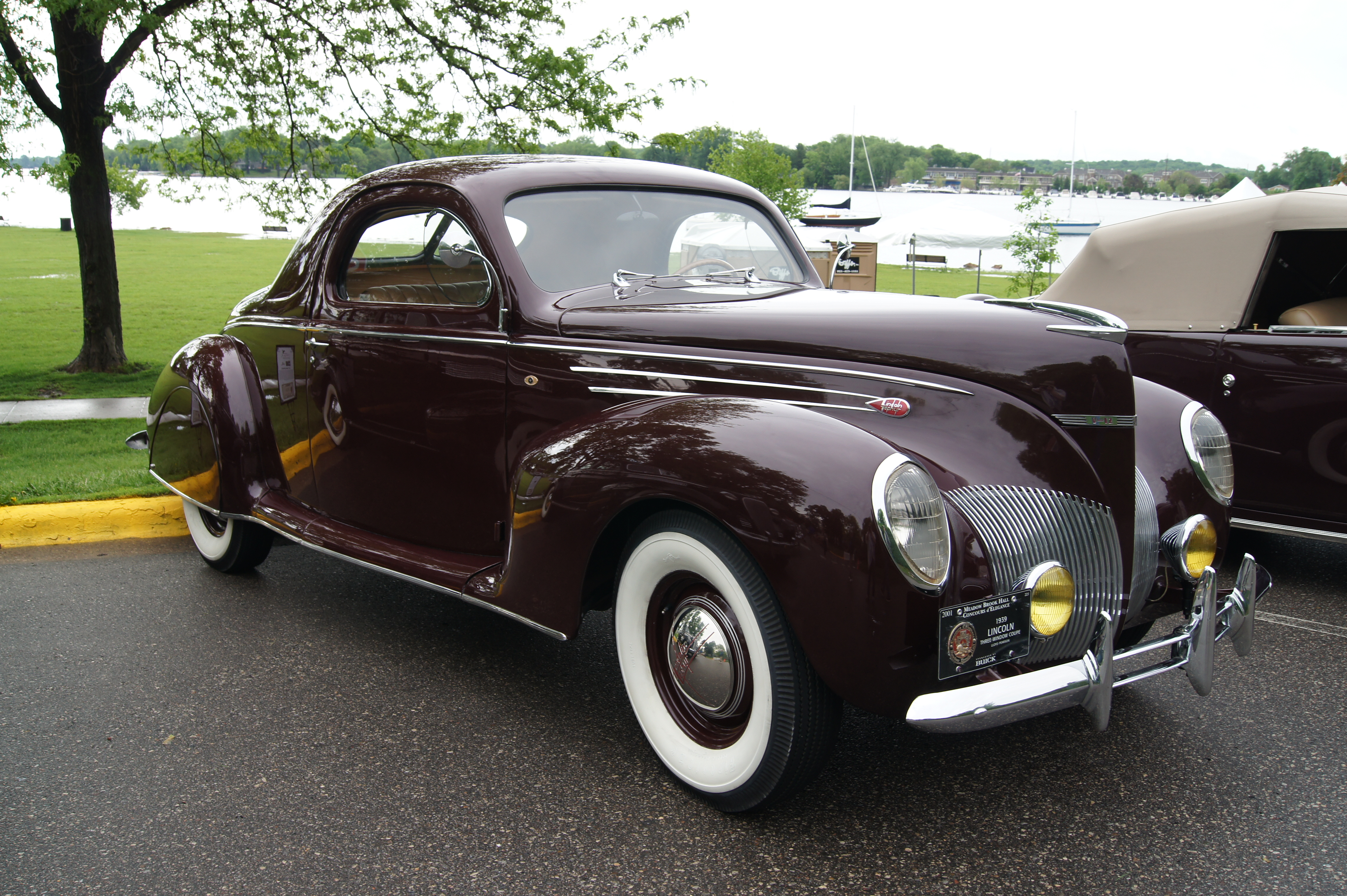
Lincoln Zephyr V12 Coupe 1939
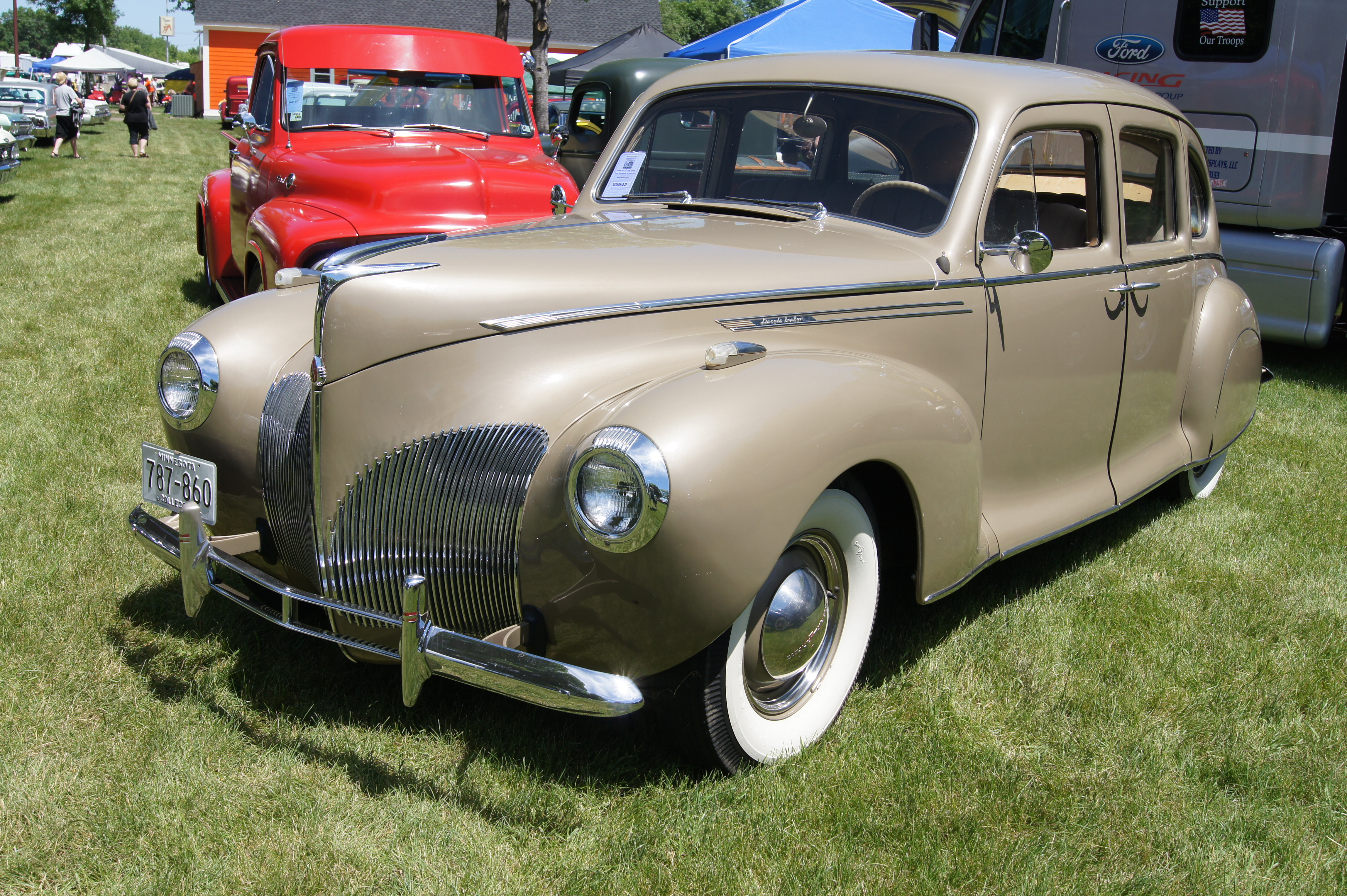
Lincoln Zephyr 4-door sedan 1940
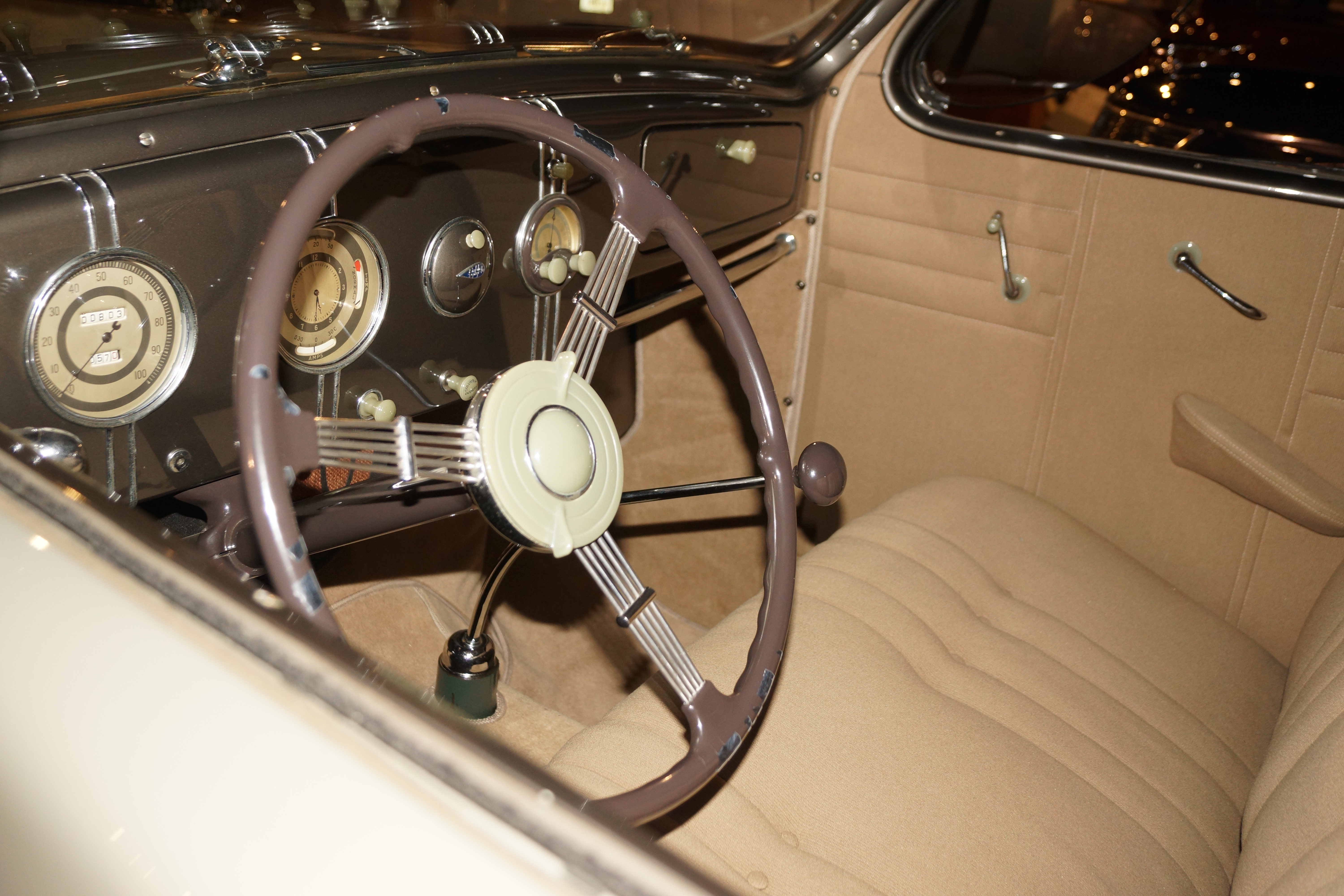

## Двигун
- 4.4 L flat-head V12 110 к.с.